# جیا زونگ یانگ

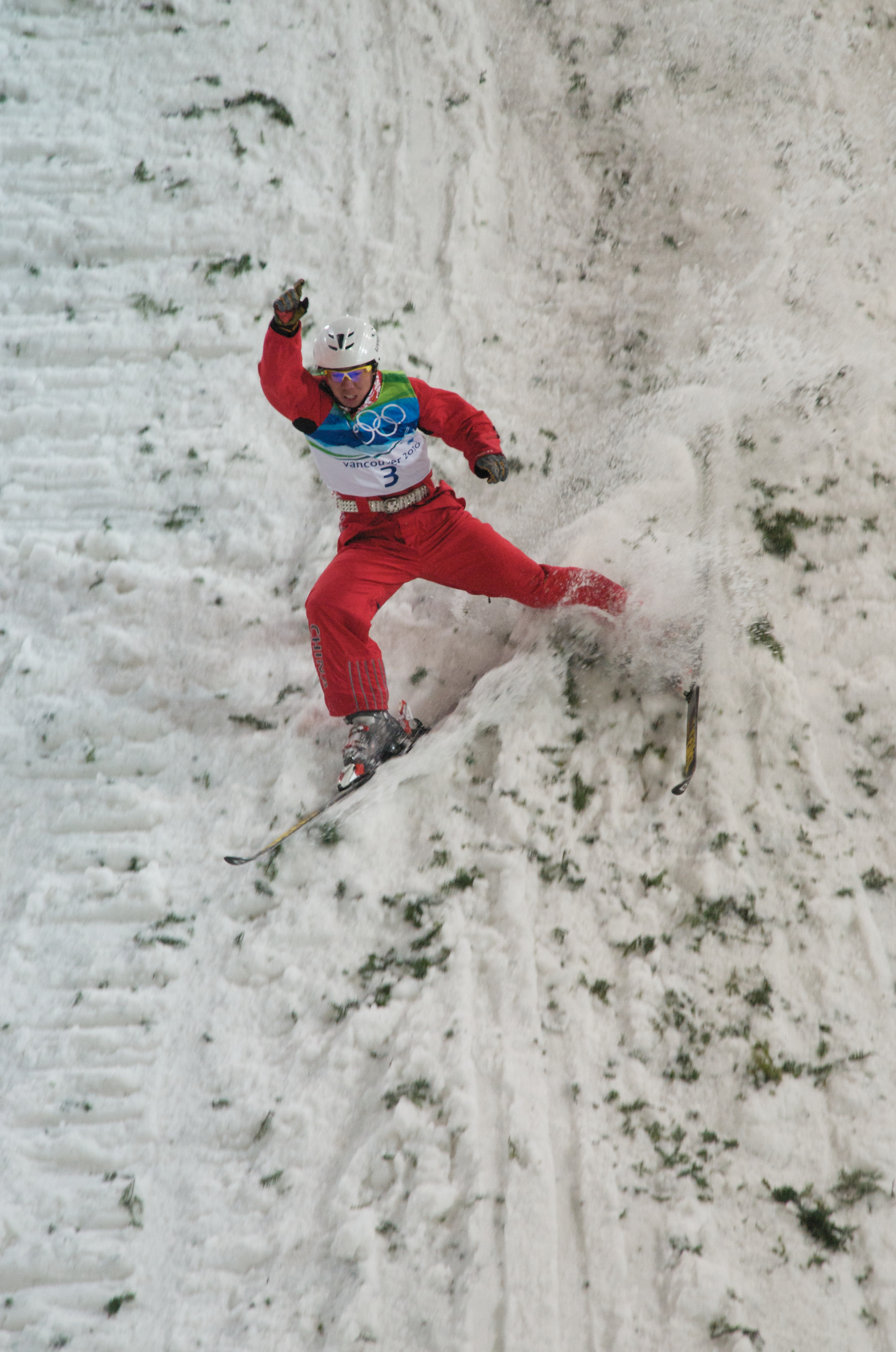
جیا زونگ یانگ در سال ۲۰۱۰

جیا زونگ یانگ (انگلیسی: Jia Zongyang؛ زادهٔ ۱ مارس ۱۹۹۱) از برندگان مدال‌های بازی‌های المپیک زمستانی اهل چین است.